# Bes (moneda)
El bes (plural bessēs) va ser una moneda romana de bronze emesa excepcionalment durant la República romana.
El bes, calculat per dos terços de l'as (8 unces), només va ser emesa el 126 aC per C. Cassio, juntament amb el dodrans, una altra denominació molt rara que equivalia a les tres quartes parts de l'as (9 unces).
La moneda té a l'anvers el cap de Líber al costat dret amb una corona de vinya, a la dreta del signe del valor: S ••. Al revers hi ha la proa del vaixell típica de l'encunyament romà en bronze amb la indicació del magistrat monetari C.CASSI a sobre, ROMA a sota, i la mateixa indicació del valor que hi ha a l'anvers.
Junt amb el bes i el dodrans, també es van emetre un denari i un quadrans. D'aquesta última moneda es coneix només un exemplar a la col·lecció capitolina.
Les monedes tenen els següents tipus i símbols:
| Moneda   | Anvers                                                                   | Revers                                          |
| -------- | ------------------------------------------------------------------------ | ----------------------------------------------- |
| Denari   | Roma a la dreta; urnes per votar al darrere                              | Llibertat sobre la quadriga, pili a la mà dreta |
| Dodrans  | Vulcà a la dreta; amb pili i tenalles sobre l'espatlla; S ••• al darrere | Proa amb nom i valor monetari                   |
| Bes      | Líber a la dreta; S •• al darrere                                        | Proa amb nom i valor monetari                   |
| Quadrans | Hèrcules a la dreta; •••                                                 | Proa amb nom i valor monetari                   |

Probablement és el fill de Gaius Cassius Longinus qui va ser cònsol el 124 aC 
L'urna i les referències a la llibertat haurien de fer al·lusió a la Lex Cassia tabellaria del 137 aC que va introduir el vot secret dels judicis populars.

## Classificació
- Babelon: Cassia 3
- Sydenham: 504
- Crawford: 266/3